# Mouchy-le-Châtel
Mouchy-le-Châtel is een gemeente in het Franse departement Oise (regio Hauts-de-France) en telt 80 inwoners (2009). De plaats maakt deel uit van het arrondissement Beauvais.

## Geografie
De oppervlakte van Mouchy-le-Châtel bedraagt 3,2 km², de bevolkingsdichtheid is dus 25 inwoners per km².
De onderstaande kaart toont de ligging van Mouchy-le-Châtel met de belangrijkste infrastructuur en aangrenzende gemeenten.

## Demografie
Onderstaande figuur toont het verloop van het inwonertal (bron: INSEE-tellingen).